# Керид
Керид (исл. Kerið) — вулканическое озеро на юге Исландии, близ города Сельфосс. Расположено на популярном туристическом пути, известном как Золотое кольцо.

## Характеристика
Одно из нескольких кратерных озёр западной вулканической зоны Исландии, охватывающей полуостров Рейкьянес и ледник Лаунгйёкюдль. Эти озёра появились в вулканических кратерах, образовавшихся при движении коры над горячей точкой. Кратер озера Керид сохранился особенно хорошо, поскольку он вдвое младше большинства соседних вулканических структур: ему около 3 тысяч лет. Это относится и к близкой группе кратеров Сейдисхоулар, а также к кратеру Керхоудль.
Кратер, в котором лежит это озеро, достигает 55 метров в глубину и 270×170 м в ширину. Его стены состоят из красного вулканического камня. Склон кратера по большей части довольно крутой и бедный растительностью, но с одной стороны более пологий и укрыт мхом, что даёт возможность легко спуститься вниз. Само озеро мелкое, его глубина — 7-14 м[уточнить].

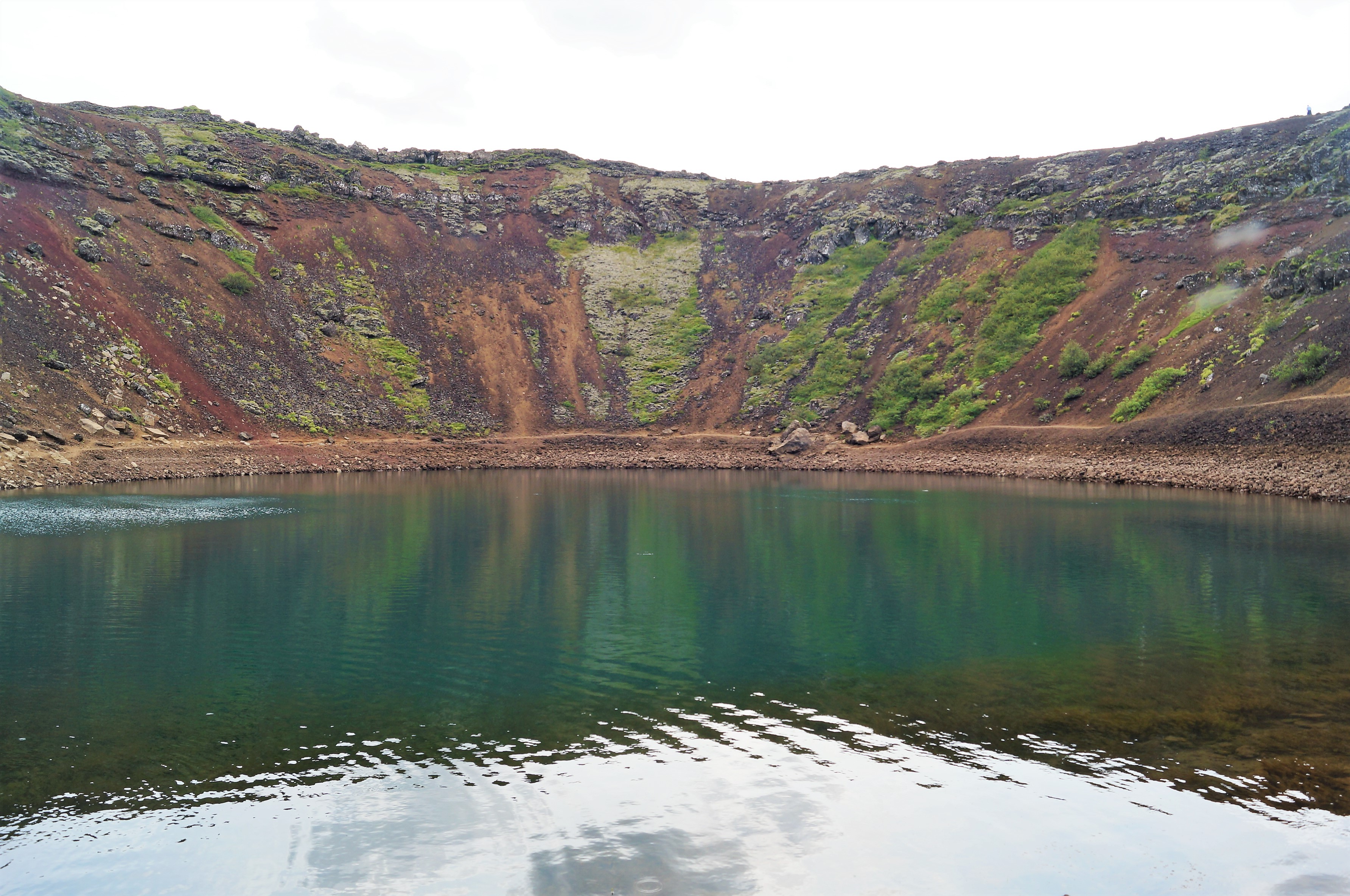
Вид с берега озера